# حاشر (حيوان)

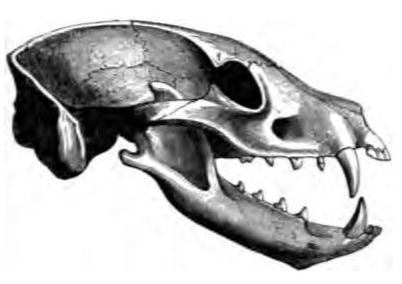
جمجمة ذئب الأرض تقلص إلى حد كبير الأضراس والأسنان لأنها لا لزوم لها لأي حيوان كبير، الحاشرات التي تعيش على الحشرات الناعمة مثل النمل الأبيض. يستخدم ذئب الأرض أسنانه في الدفاع عن النفس، وأحيانا في الحفر.

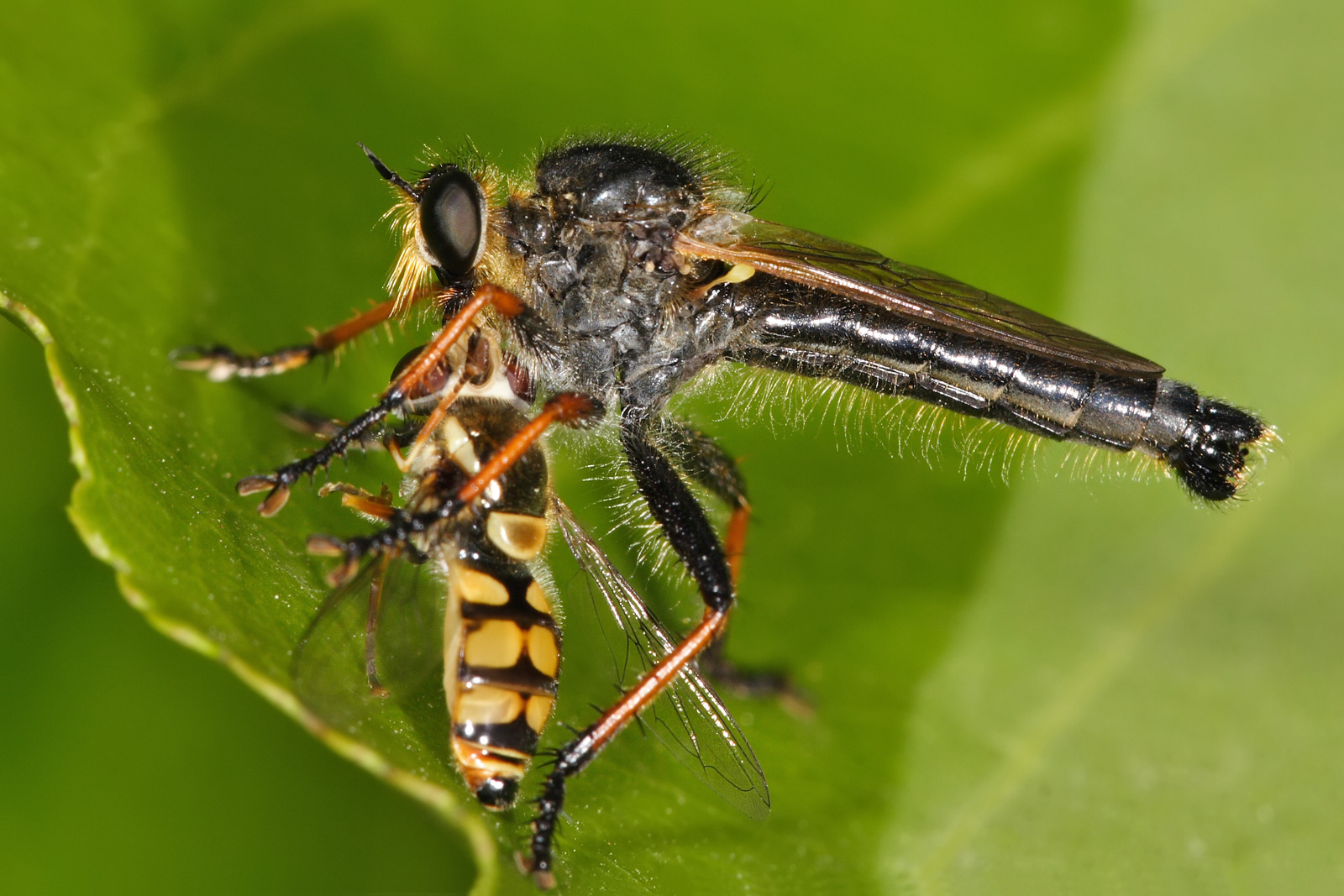
ذبابة العنتر تأكل سيرفيدية.

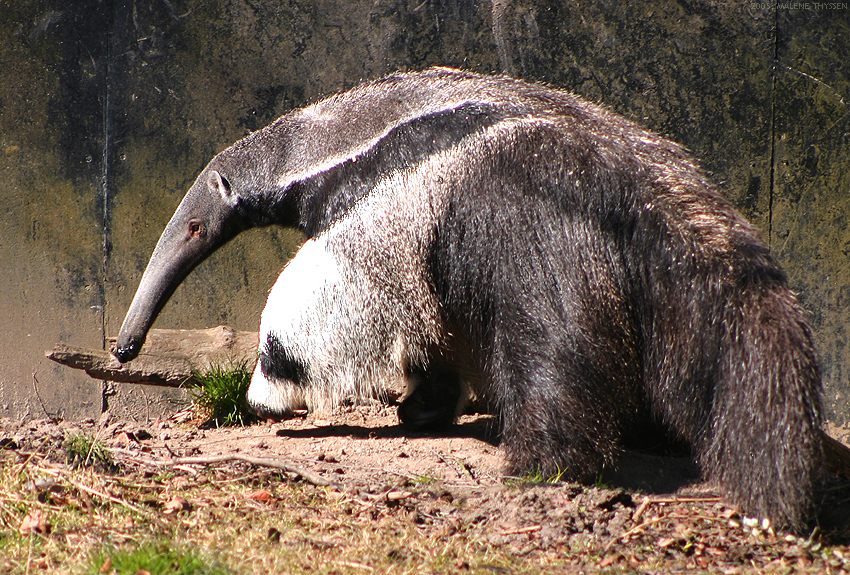
آكل النمل العملاق، وهو كبير الثدييات الحاشرات

الحاشر  أو آکل حشرات هو حيوان أو نبات آكل لحوم أو الذي يأكل الحشرات. مصطلح بديل هو إنتوموفاجي، والذي يشير أيضا إلى الممارسة البشرية من أكل الحشرات.
أول الفقاريات الحاشرات كانت البرمائيات. عندما تطورت قبل 400 مليون سنة، كان أول البرمائيات الأسماك، مع العديد من الأسنان المخروطية الحادة، مثل التمساح الحديث. ولكن نفس ترتيب الأسنان أيضا مناسب لتناول الحيوانات بالهياكل الخارجية.
تم تصنيف الثدييات الحاشرية علميا في رتبة آكلات الحشرات. تم التخلي عن هذا النظام الآن، لأن كل الثدييات الحاشرية ترتبط ارتباطا وثيقا. وقد أعيد تصنيف معظم أصنوفات الحاشرات؛ تلك التي لم يتم تصنيفها حتى الآن تبقى في ترتيب شفويات الأعور.
على الرغم من وجود حاشرات صغيرة، إلا أن الحشرات موجودة بأعداد هائلة - فهي تضم أكثر من مليون نوع موصوف وبعض هذه الأنواع تحدث بأعداد هائلة. وبناء على ذلك، تشكل الحشرات جزءا كبيرا جدا من الكتلة الحيوية الحيوانية في جميع البيئات غير البحرية تقريبا، غير القطبية. العديد من المخلوقات تعتمد على الحشرات كنظام غذائي أساسي، وكثير من تلك التي لا تعتمد علي الحشرات (وبالتالي ليست حاشرية من الناحية الفنية) ومع ذلك استخدام الحشرات كتكملة للبروتين، لا سيما عندما تكون تربية.

## أمثلة
تشمل الأمثلة على الحاشرات أنواعا مختلفة من أنواع والضفادع والسحالي (على سبيل المثال الحرباء)، وطائر العندليب والسنونو وآكل النمل الشوكي والنمبات وآكلات النمل والمدرع وخنزير الأرض وآكل النمل الحرشفي وذئب الأرض والخفافيش والعناكب. يتم تسجيل الثدييات الكبيرة كحاشرات. قد يكون الدب الكسلان أكبر حاشر. الحشرات أيضا يمكن أن تكون حاشرات. ومن الأمثلة على ذلك اليعسوب والدبور والخنافس وفرس النبي. كما تتميز الحاشرات بدرجات متفاوتة بين الرئيسيات، مثل الطمارين وغلاغو وآيآي. وهناك بعض الاقتراحات بأن أقرب الرئيسيات كانت الليلية، الحاشرات الشجرية.

## نباتات حاشرية

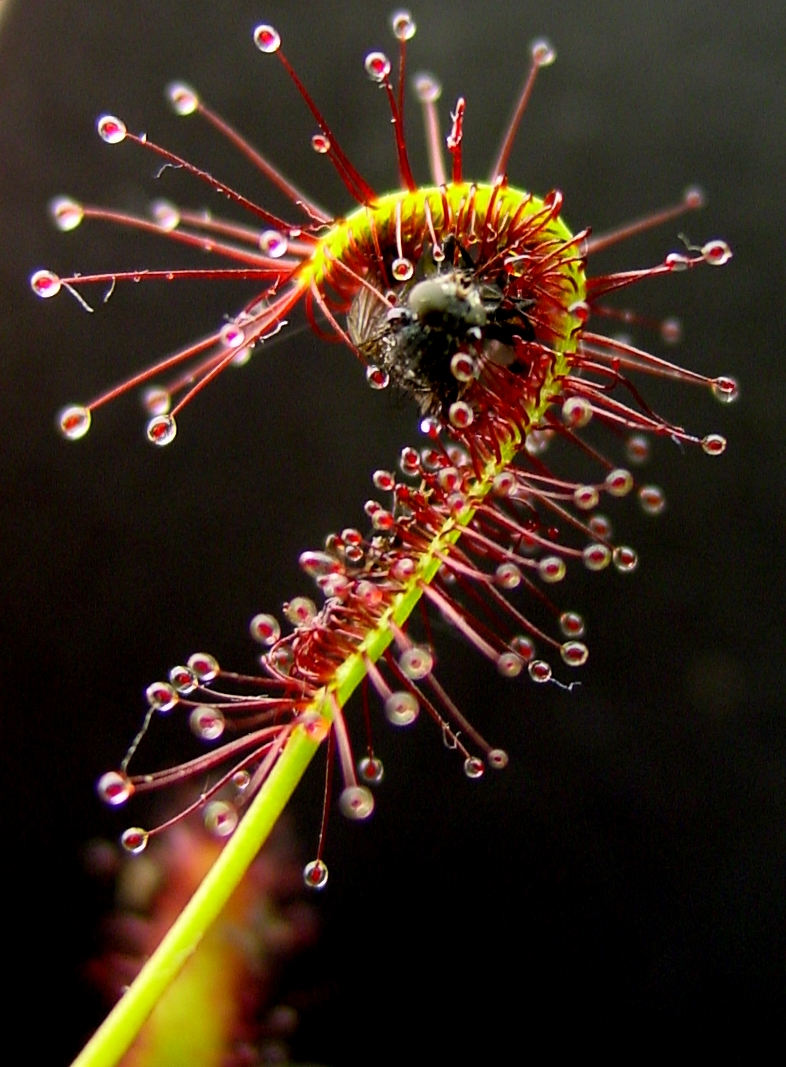
ندية رأس الرجاء، تنحني على محاصرة حشرة.

النباتات الحاشرية هي النباتات التي تستمد بعض المغذيات من محاصرة واستهلاك الحيوانات أو الأوليات. وتختلف المنافع التي تستمدها من صيدها اختلافا كبيرا؛ في بعض الأنواع قد تشمل جزءا صغيرا من تناول المغذيات، وفي البعض الآخر قد يكون مصدرا لا غنى عنه من المواد المغذية. ومع ذلك، كقاعدة عامة، فإن مثل هذه الأغذية الحيوانية، مهما كانت قيمتها قد تكون مصدرا لبعض المعادن ذات الأهمية الحاسمة، وليست المصدر الرئيسي للطاقة من النباتات، والتي عادة ما تستمد في الأساس من التمثيل الضوئي.
تستهلك النباتات الحاشرية الحشرات والمواد الحيوانية الأخرى المحاصرة، على الرغم من أن معظم الأنواع التي يمثلها هذا الغذاء جزءا هاما من تناولها هي على وجه التحديد، في كثير من الأحيان مذهلة، تتكيف لجذب وتأمين الإمدادات الكافية. حيواناتهم الفرائس عادة، وتشمل الحشرات والمفصليات الأخرى. النباتات التي تتكيف بشكل كبير مع الاعتماد على الأغذية الحيوانية تستخدم مجموعة متنوعة من الآليات لتأمين فريستها، مثل المزالق الأسطح اللزجة وطقات شعر الزناد وفخاخ المثانة والتشابك في الهواء الطلق. معروف أيضا أنها تتكيف مع نموها في الأماكن التي تكون فيها التربة رقيقة أو فقيرة في المغذيات، وخاصة النيتروجين، مثل المحميات الرخاخية والصخور الخارجية.
تشمل النباتات الحاشرية خناق الذباب وعدة أنواع من نبات الإبريق وصائد الحشرات والندية وحامول الماء، والعديد من الأعضاء البروميلية. القائمة بعيدة عن الاكتمال، وبعض النباتات تستغل الفريسة في علاقة متبادلة مع المخلوقات الأخرى، مثل الكائنات الحية التي تساهم في هضم الفريسة. على وجه الخصوص الفرائس الحيوانية توفر النباتات آكلة اللحوم مع النيتروجين، ولكنها أيضا مصدر هام من مختلف المعادن القابلة للذوبان، مثل البوتاسيوم والعناصر النزرة التي هي ناقصة في البيئات حيث تزدهر النباتات. وهذا يعطيها ميزة حاسمة على النباتات الأخرى، في حين أن التربة الغنية بالمغذيات تميل إلى التنافس من قبل النباتات التي تتكيف مع النمو العدواني حيث إمدادات المواد الغذائية ليست القيود الرئيسية. 
من الناحية الفنية هذه النباتات ليست حاشرية بدقة، لأنها تستهلك أي حيوان يمكن أن تستهلكه. فإن التمييز أمر تافهة، لأن الكثير من الحاشرات في المقام الأول تستهلك الحشرات فقط. معظم تلك التي لديها مثل هذا النظام الغذائي التقييدي، مثل بعض الطفيليات، متخصصة لاستغلال أنواع معينة، وليس الحشرات بشكل عام. وفي الواقع، فإن الكثير من النباتات الكبيرة والعناكب ستفعل، فإن الأصناف الكبيرة من نبات الجرة قد عرفت أنها تستهلك الفقاريات مثل القوارض الصغيرة والسحالي. كتب تشارلز داروين أول أطروحة معروفة حول النباتات آكلة اللحوم في عام 1875.